# 福島彩乃
福島 彩乃（ふくしま あやの、1985年11月9日 - ）は、日本のフリーアナウンサー。

## 経歴
石川県金沢市出身。金沢市立米丸小学校、金沢市立高岡中学校、石川県立金沢二水高等学校を経て金沢大学経済学部卒業。大学在学中から民間気象会社ウェザーニューズのお天気キャスター、福井放送のリポーターを務める。大学卒業後はMRO北陸放送に2008年4月入社。同期は酒井千佳（現・三桂所属のフリーアナウンサー）、室照美（後に文化放送アナウンサーを経て現在はフリー）。同期の3人の中では、唯一の地元出身。2016年にJNN・JRN全国アノンシスト賞優秀賞を受賞している。2019年4月に宣伝部に異動後2021年3月末を以って13年間在籍した北陸放送を退社しフリーアナウンサーとして活動を再開。

### フリー転身後の出演番組
テレビ
- ハッピーフライデー（2021年10月1日 - 、MROテレビ）

ラジオ
- 彩乃のエンジョイミシンライフ（2021年7月6日 - 、MROラジオ）

### MRO在籍時の出演番組
テレビ
- MROニュース（随時）
- FBI Angels
- ごちそうフライデー
- くらしのちょっとEハナシ
- いしかわポジティブ宣言 月曜から絶好調!!MC
- いいね金沢
- MRO旅フェスタ2014　特選夏旅得大号（2014年6月29日）
- 北陸新幹線金沢開業特別番組　未来へのレール～新幹線時代の幕開け（2015年3月14日）
- タビノバ 〜今、行きたかった日本へ。〜（2015年3月15日 - 3月29日、TBSテレビ）
- 石川トヨタHAATグループスポーツスペシャル　金沢マラソン2015（2015年11月15日）
- 石川トヨタHAATグループスポーツスペシャル　金沢マラソン2017（2017年10月29日）
- レオスタ（月曜-水曜キャスター。2018年4月から。情報ロック時代（水曜・木曜担当）以来5年ぶり。）
- 絶好調W（2018年4月から。産休前の2016年6月までメインMC。）
- MROテレビ開局60周年特番 サンキューMリバディ!（2018年12月1日）
- 金沢百万石まつり特番MC

ラジオ
- MROニュース（随時）
- げつきんワイド!おいね★どいね（木曜金曜パーソナリティ）
- 石川名物!GOGOは本多町3丁目（金曜日パーソナリティ）
- 好キっと土曜日!（2010年4月3日から2011年4月2日まで）
- 鼻毛の森のラジパラ乙（2011年4月9日から2013年3月30日まで）
- あやの・てるみのキライキライけどスキッ!（2010年4月3日から2011年4月2日まで）
- いち・にの・SUNDAY（2009年10月11日から2011年4月3日まで）
- 夜は本多町パラダイス（2011年度、火曜日担当）
- イブニングソニック
- サウンド・ミニ
- 今・おも・ラジオ〜石川のラジオは今も面白い〜（2010年12月18日、NHK金沢放送局・エフエム石川との共同制作番組）
- おいね★どいね（火曜パーソナリティ）
- Twin Wave（木曜・金曜担当）
- 福島彩乃のBe美ソムリエール（KNBラジオ・FBCラジオにもネット）
- 歌のない歌謡曲(毎週 月曜日から金曜日:6:45～7:00 パーソナリティ)
- スイッチタイム！（2017年10月2日‐2018年3月）、月曜・火曜・水曜担当）

### MRO入社前の出演番組
- ウェザーニュース「おは天」のケータイお天気キャスター2期生
- ふれあい若狭（福井放送）

## エピソード
- 金沢大学在学中に民間気象会社ウェザーニューズのお天気キャスター、福井放送『ふれあい若狭』のリポーターを1年半務める
- 入社前のキャリアを買われたこともあって、入社日当日の午後の石川名物!GOGOは本多町3丁目でリポーターデビューした。
- 2013年10月15日放送の『げつきんワイド!おいね★どいね』において、自身の結婚を発表。
- 2016年には全国のアナウンサーのアナウンス技術を競うJNN・JRNアノンシスト賞でナレーション技術が評価されCM部門優秀賞を受賞、当日のMROニュースで放送された。
- 2016年6月22日放送の『絶好調W』において妊娠7ヶ月であることが発表され出産準備の為『絶好調W』メインMCを卒業。
- 2017年4月3日放送の『Twin Wave 940』にて産後5ヶ月で産休から復帰。
- 産後は『レオスタ』のキャスターとして活躍。